# Eugenia leonensis
Eugenia leonensis là một loài thực vật có hoa trong Họ Đào kim nương. Loài này được Engl. & Brehmer mô tả khoa học đầu tiên năm 1917.